# Box Canyon-Amistad (Teksas)
Box Canyon-Amistad je naseljeno mjesto za statističke potrebe u američkoj saveznoj državi Teksas. Prema popisu stanovništva iz 2010. u njemu je živjelo. stanovnika.